# Magali
Magali é uma personagem fictícia das histórias em quadrinhos da Turma da Mônica. Maurício de Sousa se baseou na sua filha Magali para criar a personagem. Desde janeiro de 1989, Magali tem sua própria revista em quadrinhos, onde aparecem também histórias de seu gato de estimação, chamado de Mingau. A personagem é famosa pelo apetite interminável e é responsável pela inserção do núcleo mágico nas histórias da Turma da Mônica, sendo retratada como uma bruxa.

## História
Magali apareceu pela primeira vez em uma tira do Cebolinha, publicada no jornal Folha de S. Paulo, em 11 de janeiro de 1964, quando ela estava com a Mônica, antes de ser a amiga dela.

## Livro
A personagem ganhou um livro próprio, 'Magali em Outras Vidas' que promete revelar o real motivo dela ser tão comilona. A obra foi lançada durante a 25a Bienal do Livro de São Paulo, em 2016. A obra foi editada pela Boa Nova Editora e contou com a consultoria dos escritores Ala Mitchell e Luis Hu. Portal UOL em 31 de agosto de 2016.
'Magali em Outras Vidas': livro mostra que o amor rompe até a barreira do tempo.

## Características
Magali tem sete anos de idade, e sua característica principal é seu apetite voraz. Ela come de tudo, normalmente em alta velocidade, e sente fome o tempo todo, mas apesar disso, é vista como magricela pelos amigos e nunca engorda. Sua comida favorita é melancia - um traço que também foi inspirado pela filha de Mauricio.
Magali é a melhor amiga de Mônica e uma das poucas personagens em que Mônica nunca bateu, exceto acidentalmente. Sua vestimenta atual é um vestido amarelo e, assim como Mônica e Cascão, não usa sapatos, deixando à mostra seus pés sem artelhos. Em sua primeira aparição, ela usava uma camisa e saia verde.
Magali é a única personagem canhota da Turma da Mônica.
Magali é a personagem mais meiga e delicada da turma. Tem poderes mágicos herdados de sua tia Nena.

## Personagens relacionados

### Família
Eliana Lima (Dona Lili)
Mãe de Magali. Reprova o apetite exagerado da filha e constantemente, reclama da quantidade de comida que precisa fazer para satisfazê-la, mas ao mesmo tempo, mima demais sua filha preparando seus pratos prediletos. Sua mãe se chama Gertrudes.
Paulo Lima (Seu Paulinho)
Seu Paulinho (também conhecido como Carlito nas primeiras aparições), é o pai da Magali. Ele é chamado por Mingau de "o chato da casa", pois é alérgico ao seu pelo e vive dizendo que ele é imprestável, e tentou por várias vezes livrar-se do bichano, planos que sempre falham devido ao amor da menina pelo gato. É funcionário de uma construtora. A mãe dele se chama Dona Cota, uma senhora obesa que vem do Ceará visitá-los. Ela possui apetite voraz como a neta.
Eduardo Lima Moreno (Dudu)
Dudu é um menino em fase de crescimento que não gosta de comer, apesar de sua mãe insistir constantemente para que ele coma. Mimado, ele é o melhor amigo e primo de Magali, e para sorte dele, Magali sempre o ajuda a comer o que sua mãe prepara. Além disso tudo, Dudu é o "café com leite" da turma, o que acaba gerando pequenas brigas por o considerarem muito criança. Dudu tem muito medo de gatos, incluindo Mingau. Possui com Magali, uma química semelhante à de dois irmãos, já que ela já possui Quinzinho como namorado, o que causa ciúmes por parte de Dudu. Dudu é rejeitado por todos os meninos da turma pela sua peraltice e ser grudento.
Cecília Lima Moreno e Durval Moreno
São os pais de Dudu. Tentam os mais variados planos para fazê-lo comer, mas raramente, conseguem alcançar esse resultado. Dona Cecília é irmã do pai da Magali.
Tia Neusa (Tia Nena)
Tia-avó da Magali (ou seja, tia direta da mãe de Magali) possui uma doceria em que Magali vai sempre visitar para ganhar quitutes. Em uma história em quadrinhos da Magali, em 2006, é mostrado que Tia Nena é dona de um restaurante. Tia Nena possui os quitutes mais gostosos do bairro do Limoeiro e foi inspirada na história de Yolanda França Antônio, uma senhora simples que possuía um pequeno restaurante ao lado do antigo círculo do livro em São Paulo. Na história "Um sonho de Natal feliz, muito feliz", é revelado que Tia Nena é uma bruxa boa. Em Turma da Mônica Jovem, é mostrado que Magali herdou seus poderes.
Tio Pedro (Tio Pepo)
Sua profissão é criar e consertar brinquedos, que ele, frequentemente, vende para pequenas lojas. Ele adora a turminha, pois apesar de todos os aparatos tecnológicos dos dias atuais, a turma se diverte a valer com brinquedos da época de seu Pepo (pião, bolinhas de gude e carrinho de rolimã).
Curiosidade: Seu Pepo é casado com a Tia Nena (tia da Magali), sendo que ela é a tia-avó de sangue da Magali, e não ele.
Tia Ana
Tia materna da Magali, alguns anos, mais jovem que sua irmã Lili (mãe da Magali). É esfomeada igual à sua sobrinha (dando a entender que é dela que Magali puxou o apetite voraz). Aparece em uma história do Rolo.
Dona Cota Lima
Avó paterna de Magali, é uma senhora obesa que vem do Ceará visitá-los. Ela possui apetite voraz como a neta. Reclama muito dizendo que sua nora, seu filho e sua neta estão magros demais e que a casa deles é muito estreita.

### Mingau
O gato de estimação da Magali, da raça angorá. Ele é mimoso como a dona, embora não tenha o mesmo apetite. Inteligente, esperto, participa ativamente da vida da casa, da família, com sua graça e elegância. Todos o adoram, menos o pai da Magali, pois ele tem alergia a pelos de gato. Em uma história da década de 90, Magali e uma amiga "casam" Mingau com uma gata persa cinza, e assim que entra em casa, a alergia ataca o pai dela, que em certo momento diz "Essa gata é ainda mais peluda que ele!" e o pai se imagina numa casa com vários filhotes. No final, Magali devolve a gata para a amiga (ela e Mingau não se deram bem) e Mingau vai atrás de uma gata vira-lata listrada de marrom e amarelo.
Nas histórias em quadrinhos, o Mingau se comporta exatamente como um bichano doméstico, daí seu encanto. Ele tem uma certa inspiração em Garfield, pelo seu humor de "eu sou superior". O nome "Mingau" foi criado em 1989, em um concurso em que leitores podiam opinar o nome do gato. A primeira aparição do felino foi na primeira edição da revista da Magali, pela editora Globo. Segundo a história, Mingau foi encontrado na rua pela Magali. Entretanto, outra história mostra que o gato foi dado de presente pela Mônica. Em uma história, é revelado seu nome completo: Mingau Urussanga da Silva. Em 2008, Mingau aparece em Turma da Mônica Jovem. Muitos leitores pensaram que o Mingau havia morrido, na verdade, tornou-se o pai de uma ninhada de filhotes, fruto de seu relacionamento com Aveia, já que a revista se passa no futuro, onde a Turma está na adolescência.
Os seis gatinhos
Os cinco irmãos do Mingau, que aparecem de vez em quando na casa de Magali. A primeira história de 1994 conta o paradeiro de cada gatinho, já que todos nasceram da mesma ninhada: Matias, o "aventureiro", virou gato de bordo; Nestor, o "curtidor", virou gato de beco; Tita, a "trabalhadora", virou gata de fazenda; Percival, o "esquisito", virou gato de bruxa; Lili, a "fresca", virou gata de madame e o Mingau, na casa de Magali.

### Quinzinho
Quinzinho é um menino português, filho do padeiro do bairro. Namorado de Magali, faz diversos pães e bolos para ela. Quinzinho, às vezes, se pergunta se Magali gosta dele ou, simplesmente, de sua comida. Ele possui irmãos com nomes baseados em números (Onzinho, Dozinho, Trezinho, Quatorzinho), mas em uma história, revela que seu nome é Joaquim e Quinzinho é apenas um apelido.